# Marek Poznański
Marek Poznański (ur. 14 października 1984 w Hrubieszowie) – polski archeolog i polityk, poseł na Sejm VII kadencji.

## Życiorys
Absolwent Instytutu Archeologii na Uniwersytecie Marii Curie-Skłodowskiej w Lublinie. Ukończył studia doktoranckie w Instytucie Archeologii i Etnologii Polskiej Akademii Nauk w Warszawie. Specjalizuje się w zakresie archeologii eksperymentalnej. Zajmuje się promowaniem archeologii, a także rekonstrukcją strojów dawnych ludzi. Jest inicjatorem badań i rewitalizacji hrubieszowskich podziemi. Był badaczem i odkrywcą wczesnośredniowiecznych obiektów archeologicznych domniemanej stolicy Grodów Czerwieńskich w Czermnie. Należy do Stowarzyszenia Naukowego Archeologów Polskich, od 2011 związany z międzynarodową organizacją EXARC skupiającą przedstawicieli archeologii eksperymentalnej.
W wyborach parlamentarnych w 2011 uzyskał mandat poselski, kandydując z 1. miejsca na liście Ruchu Palikota w okręgu chełmskim i otrzymując 16 640 głosów W październiku 2013, w wyniku przekształcenia Ruchu Palikota, został działaczem partii Twój Ruch. Objął w niej funkcję przewodniczącego zarządu w województwie lubelskim. W Sejmie został członkiem Komisji Odpowiedzialności Konstytucyjnej oraz Komisji Edukacji, Nauki i Młodzieży, objął funkcję zastępcy przewodniczącego sejmowej Podkomisji stałej do spraw młodzieży.
Jako jedyny parlamentarzysta niewybrany z listy PiS został członkiem Zespołu Parlamentarnego ds. Zbadania Przyczyn Katastrofy TU-154M z 10 kwietnia 2010 (był uczestnikiem badań archeologicznych miejsca katastrofy).
Kandydował bez powodzenia w wyborach do Parlamentu Europejskiego w 2014. W wyborach samorządowych w tym samym roku ubiegał się o urząd burmistrza Hrubieszowa (z własnego komitetu Nowoczesny Hrubieszów), przegrywając w II turze z Tomaszem Zającem. Pod koniec lutego 2015 zawiesił na trzy miesiące członkostwo w TR, a na początku marca opuścił partię. W wyborach parlamentarnych w tym samym roku bezskutecznie ubiegał się o reelekcję z listy Platformy Obywatelskiej. W wyborach samorządowych w 2018 z listy Koalicji Obywatelskiej bez powodzenia kandydował do sejmiku lubelskiego.
Od 2016 do 2022 pracował w lubelskim urzędzie miasta. Związał się później z ugrupowaniem Nowa Demokracja – Tak, formalnie nie wstępując do niego. W wyborach parlamentarnych w 2023 z jego ramienia kandydował do Senatu w okręgu nr 19; zajął ostatnie miejsce wśród 6 kandydatów. W wyborach samorządowych w 2024 uzyskał mandat radnego powiatu hrubieszowskiego, po czym objął funkcję członka zarządu powiatu.